# 김상원 (1992년)
김상원(한국 한자: 金相沅, 1992년 2월 20일 ~ )은 대한민국의 축구 선수이다. 현 부산 아이파크 소속으로 뛰고 있다.

## 클럽 경력
2014년 신인 드래프트에서 클럽 우선지명으로 제주 유나이티드 FC에 입단하였다. 2014년 11월 30일 38라운드 FC 서울과의 홈경기에서 87분 배일환과 교체되어 투입되면서 데뷔전을 가지게 되었다.
2017년 여름 이적시장에서 광주 FC로 임대 이적했다.
2019시즌을 앞두고 FA신분이 되었고 FC 안양으로 이적했다. 한 시즌 동안 34경기 6골 8도움으로 최고의 기량을 보여주며 같은 팀 동료인 조규성, 알렉스 리마와 함께 K리그 2 베스트에 이름을 올렸다.
2020시즌을 앞두고 K리그1의 포항 스틸러스로 이적하였다.
2021시즌을 앞두고 수원 FC로 이적 하였다.

## 수상

### 개인
- K리그2 베스트 11: 2019